# Pömbsen
Pömbsen ist ein Ortsteil von Bad Driburg in Nordrhein-Westfalen. Der ehemals eigenständige Ort wurde im Rahmen der Kommunalreform 1970 eingemeindet. Die Fläche beträgt 13,53 km². Pömbsen liegt etwa 4 km südwestlich von Nieheim und besitzt eine überwiegend kleinbäuerliche Struktur. Pömbsen hatte am 31. Dezember 2020 483 Einwohner; hinzu kommen noch 38 Einwohner in Bad Hermannsborn.

## Geschichte
Der Name Pömbsen wurde 1015 erstmals zur Zeit des Paderborner Bischofs Meinwerk (1009–1036) urkundlich genannt, als der Priester Wulfdag die Kirche in oppido Pumissun erhielt. Die Kirche Mariä Himmelfahrt liegt weithin sichtbar auf der Höhe von 315 m in der Mitte des Bergdorfs. Die Großpfarrei Pömbsen gilt als eine der ältesten in der Region. 1036 kam Pömbsen an das Busdorfstift in Paderborn. 1299 wurde Nieheim abgepfarrt, und 1304 wurde die Pfarrei dem Kloster Marienmünster inkorporiert. Zur heutigen Pfarrei Mariä Himmelfahrt gehören noch die Filialgemeinde St. Johannes Nepomuk in Langeland und Erpentrup sowie die Filialgemeinde St. Martinus in Reelsen. Sie ist Teil des Pastoralverbundes Bad Driburg im Erzbistum Paderborn.
Das Dorf brannte 1531 und 1600 ab. Im 17. und 18. Jahrhundert war Pömbsen Rittersitz des Hochstifts Paderborn. 1871 baute die jüdische Gemeinde eine Synagoge, die nach dem Pogrom vom 9. November 1938 abgebrochen wurde. In der Gemarkung lagen zahlreiche eingegangene Orte. Unter ihnen war der im Jahr 854 in den Corveyer Traditionen genannte Hof Amriki, der im Dreißigjährigen Krieg zerstört wurde. Der Name lebt fort im Bachnamen Emmerke („kleine Emmer“), einem Zufluss der Emmer, der fälschlicherweise in fast allen Landkarten Mühlenbach genannt wird. Dieses Gelände mit der Mineralquelle in der „Bornwiese“ wurde 1859 vom Hermannsborner Verein mit Sitz in Dortmund erworben, zwecks Nutzung des Mineralbrunnens.
Pömbsen gehörte bis zu den Napoleonischen Kriegen zum Hochstift Paderborn. Im Königreich Westphalen bildete Pömbsen von 1807 bis 1813 eine Gemeinde im Kanton Driburg des Distrikts Höxter im Departement der Fulda und fiel dann an Preußen. 1816 kam die Gemeinde zum neuen Kreis Brakel und 1832 zum Kreis Höxter, in dem sie zum Amt Driburg gehörte. Am 1. Januar 1970 wurde Pömbsen durch das Gesetz zur Neugliederung des Kreises Höxter in die Stadt Bad Driburg eingegliedert.

### Einwohnerentwicklung

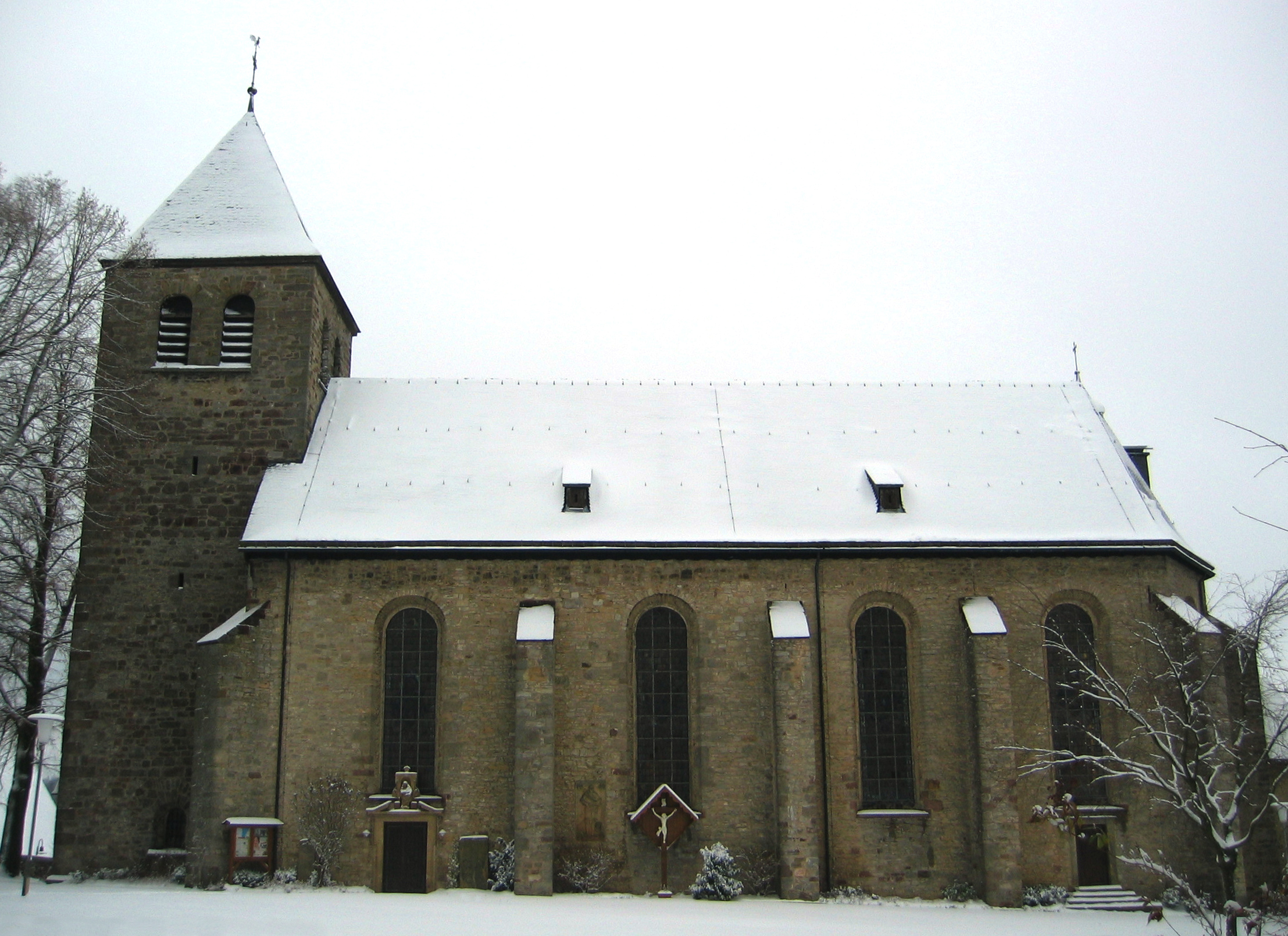
Die katholische Kirche Mariä Himmelfahrt in Pömbsen

| Jahr  | Einwohner |
| ----- | --------- |
| 1910  | 540       |
| 1925  | 681       |
| 1933  | 674       |
| 1939  | 629       |
| 1961  | 775       |
| 1985  | 674       |
| 1990  | 673       |
| 1995  | 693       |
| 2000  | 658       |
| 2001  | 664       |
| 2002  | 644       |
| 2003  | 630       |
| 2004  | 619       |
| 2005  | 614       |
| 2006  | 603       |
| 2007  | 597       |
| 2008  | 577       |
| 2009  | 570       |
| 2010  | 550       |
| 2011  | 541       |
| 2012  | 560       |
| 2015  | 523       |
| 2016  | 505       |
| 2017  | 514       |
| 2018  | 515       |
| 2020* | 483       |

- ohne Ortsteil Bad Hermannsborn

## Kirche
Die erste Kirche entstand im Jahr 1000. Die heutige katholische Kirche Mariä Himmelfahrt ist der dritte Wiederaufbau und gehört zum Pastoralverbund Bad Driburg im Dekanat Höxter. Der einschiffige Bau wurde 1678 bis 1687 errichtet, der Westturm 1718/1719. Zur barocken Ausstattung gehören Altar und Heiligenfiguren.
Alljährlich am Karfreitag findet die Kreuztracht statt. Sie wurde in Pömbsen erstmals 1754/1755 urkundlich bezeugt.

## Wirtschaft

### Bad Hermannsborn

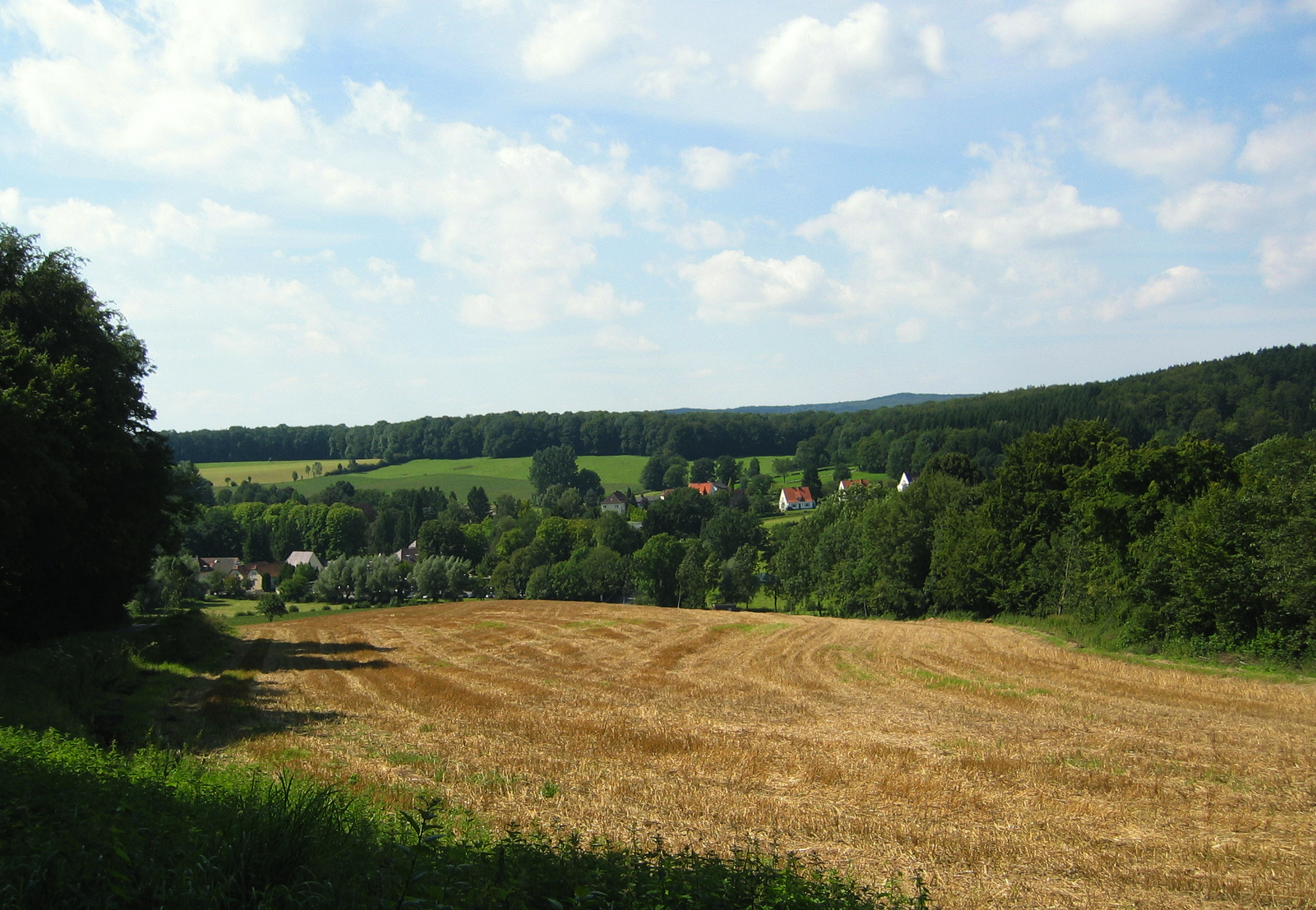
Bad Hermannsborn

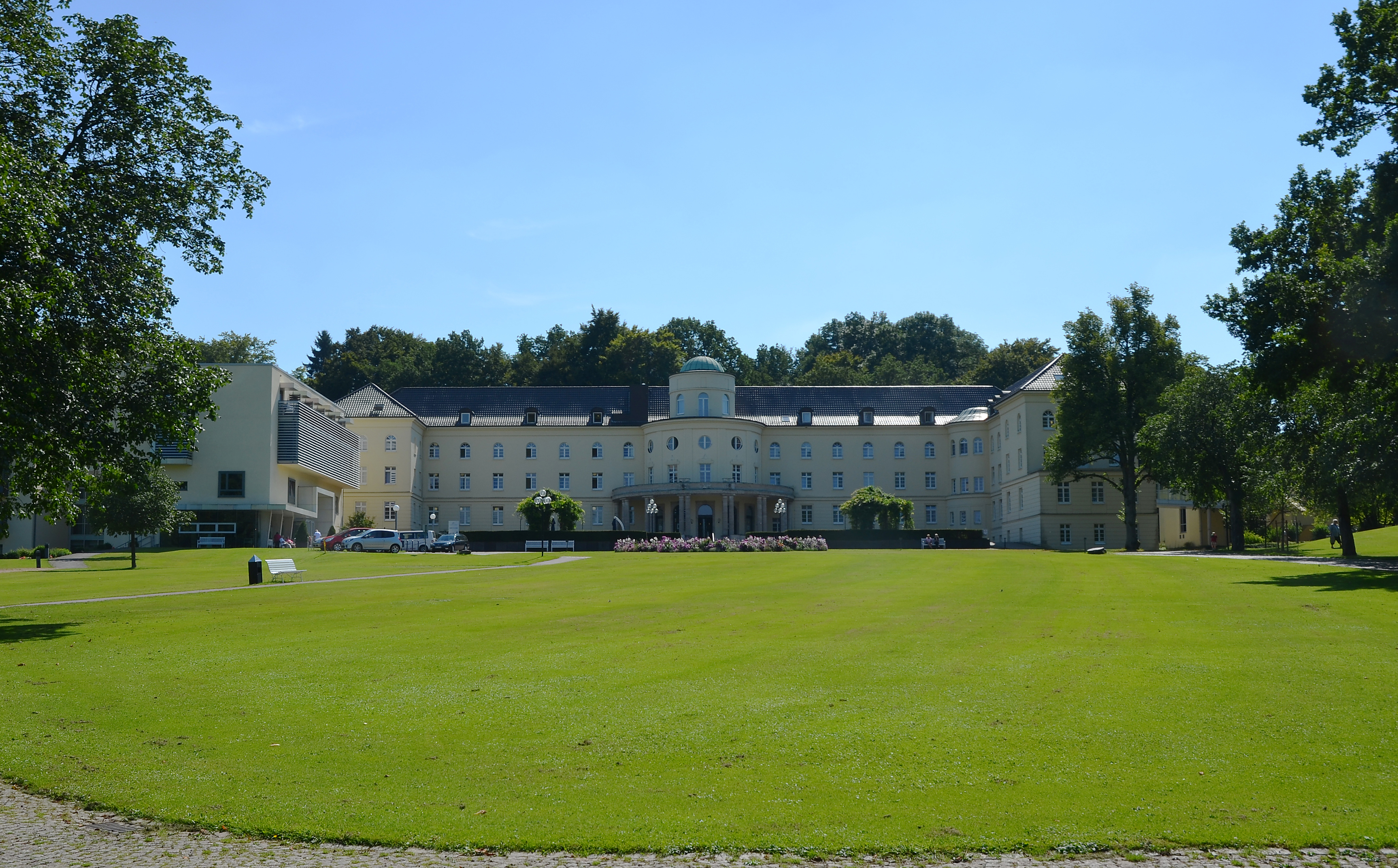
Historisches Kurhaus Bad Hermannsborn

1924 erwarb die Barmer Ersatzkasse die Quelle und errichtete 1924/1925 das Kurbad Hermannsborn mit dem 18 ha großen Kurpark. Die unter Denkmalschutz stehende Anlage wird durch die Eingangsarkaden betreten, die sich in einem Halboval zum Kurpark hin öffnen. Die Kastanienallee steigt zum höher gelegenen Hauptgebäude auf. Dieses Gebäude hat einen neobarocken, einem Schloss ähnlichen Charakter, besonders durch die Kolonnaden des Eingangs betont. Im Park wurden künstliche Teiche und Wasserläufe angelegt. Rhododendronhecken und mit der Jahreszeit wechselnde Blumenbepflanzung prägten früher die Schönheit des Parks, bis die eigene Gärtnerei geschlossen und die Gewächshäuser dem Verfall überlassen wurden. Als Rehaklinik wurde der Baubestand modernisiert und auf 225 Betten erweitert. Die Indikationen zu Rehabilitationsverfahren sind Stoffwechselerkrankungen, Diabetes, Osteoporose, Herz- und Kreislauferkrankungen. Seit dem 1. September 2006 gehört die Klinik unter dem Namen Park-Klinik Bad Hermannsborn zur Bad Driburger Unternehmensgruppe Graf von Oeynhausen-Sierstorpff. Heute hat die Klinik 216 Betten.

### Bilster Berg
Etwa einen Kilometer nördlich der Ortslage liegt in der Pömbsener Gemarkung das Bilster Berg Drive Resort, eine Test- und Präsentationsstrecke für die Automobilindustrie.

## Bildung
In Pömbsen befindet sich die Gemeinschaftsgrundschule Pömbsen/Reelsen.

## Vereine

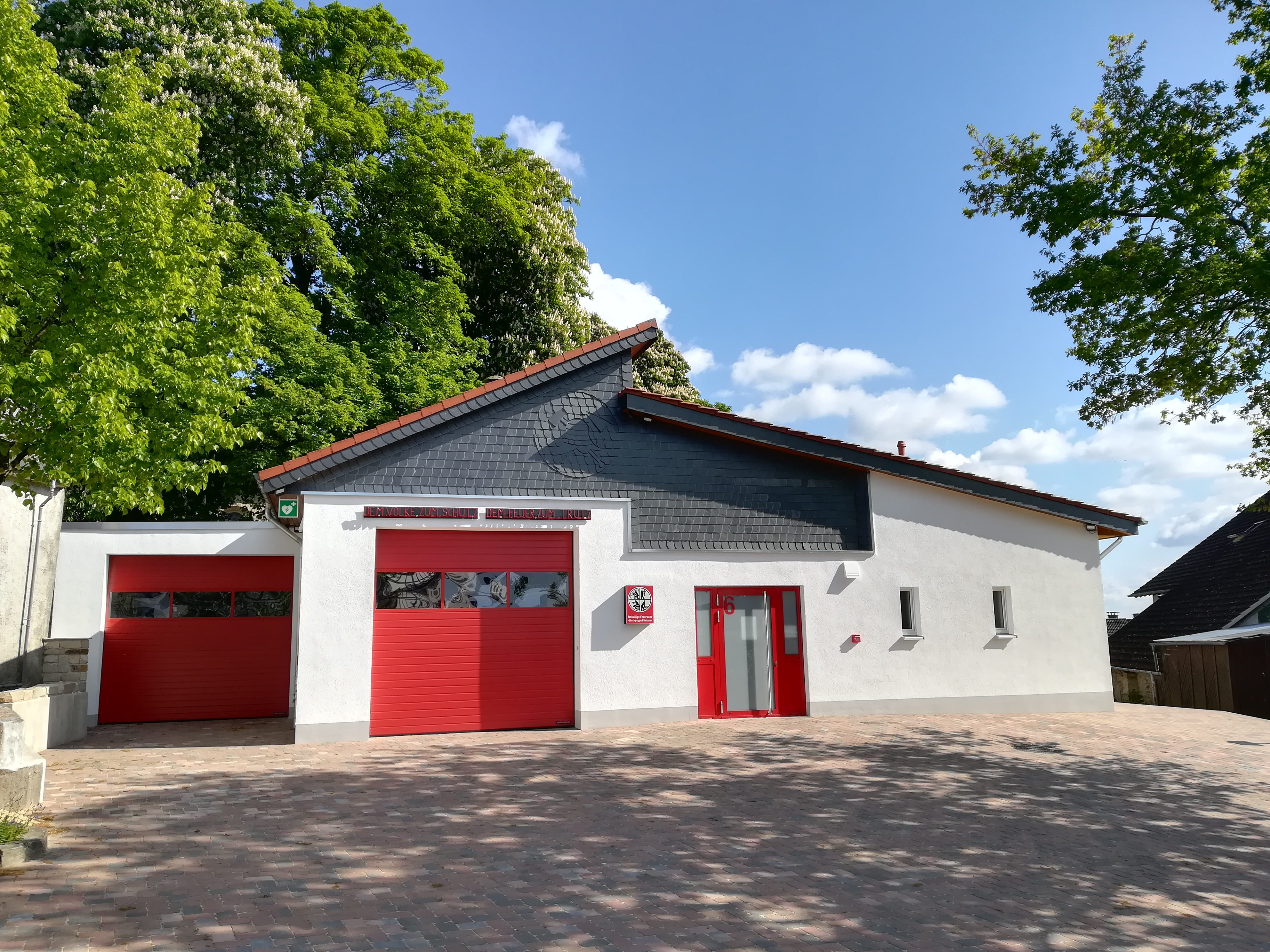
Feuerwehrhaus in Pömbsen

- Turn- und Sportverein (TUS) Pömbsen e. V.
- Katholische Frauengemeinschaft Pömbsen
- Schützenbruderschaft St. Fabian-Sebastian Pömbsen von 1676 e. V.
- Spielmannszug Grün Weiß Pömbsen e. V.
- Musikzug der Freiwilligen Feuerwehr Pömbsen

## Verkehr
Pömbsen liegt an der Landesstraße 952, die von Nieheim kommend etwa 2 km südlich von Merlsheim auf die L 951 mündet, die Steinheim mit Bad Driburg verbindet. Darüber hinaus führt durch Pömbsen die Kreisstraße 1 von Alhausen kommend weiter durch Erwitzen zur B 252. Außerdem befindet sich im Ortsteil Bad Hermannsborn die Kreisstraße 9, die als Querverbindung von der L 952 nach Reelsen führt, diese Strecke bildet die kürzeste Verbindung von Nieheim nach Bad Driburg, sie ist allerdings bei Eis und Schnee nicht befahrbar, da sie teilweise sehr steil ist und vom Winterdienst nicht bedient wird.
Im ÖPNV ist Pömbsen an die Linie R75 Bad Driburg–Nieheim angebunden.
Der nächstgelegene Bahnhof ist in Bad Driburg.

## Sonstiges
Friedrich Wilhelm Weber erwähnte Pömbsen in seinem Gedicht „Der Handschuh“.

## Galerie

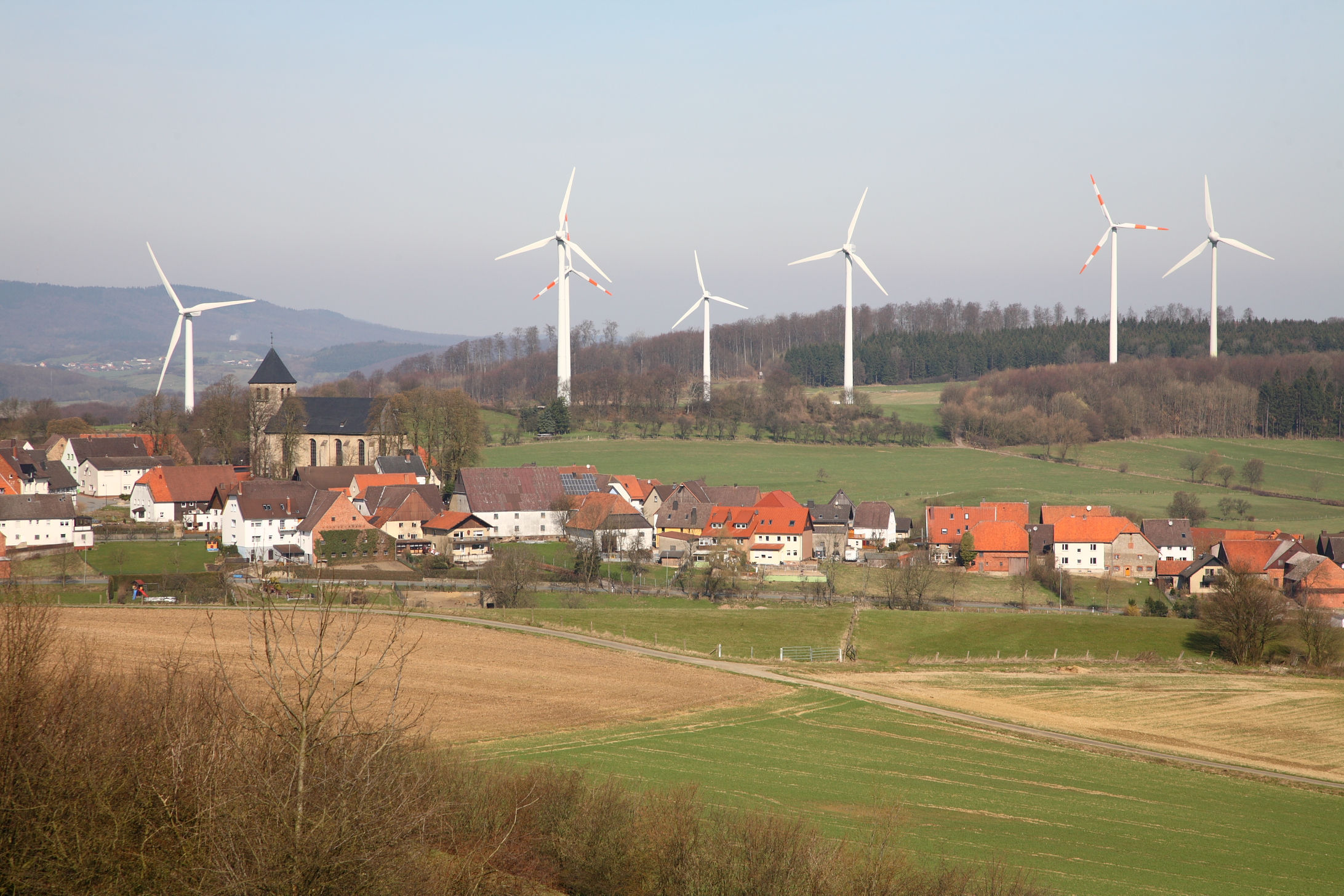
Pömbsen – Blick aus südöstlicher Richtung von der Kluskapelle
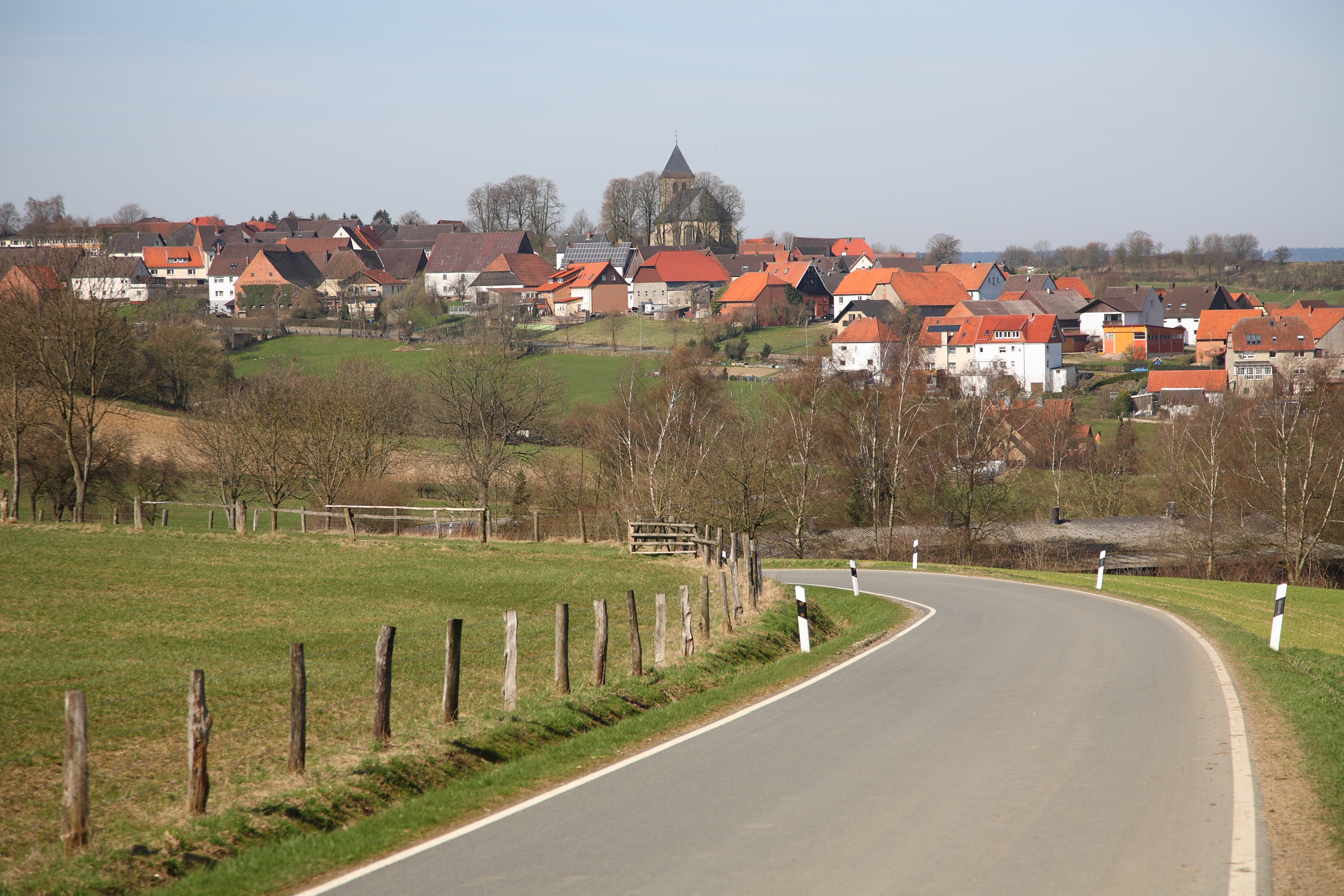
Pömbsen – Blick aus der östlichen Richtung
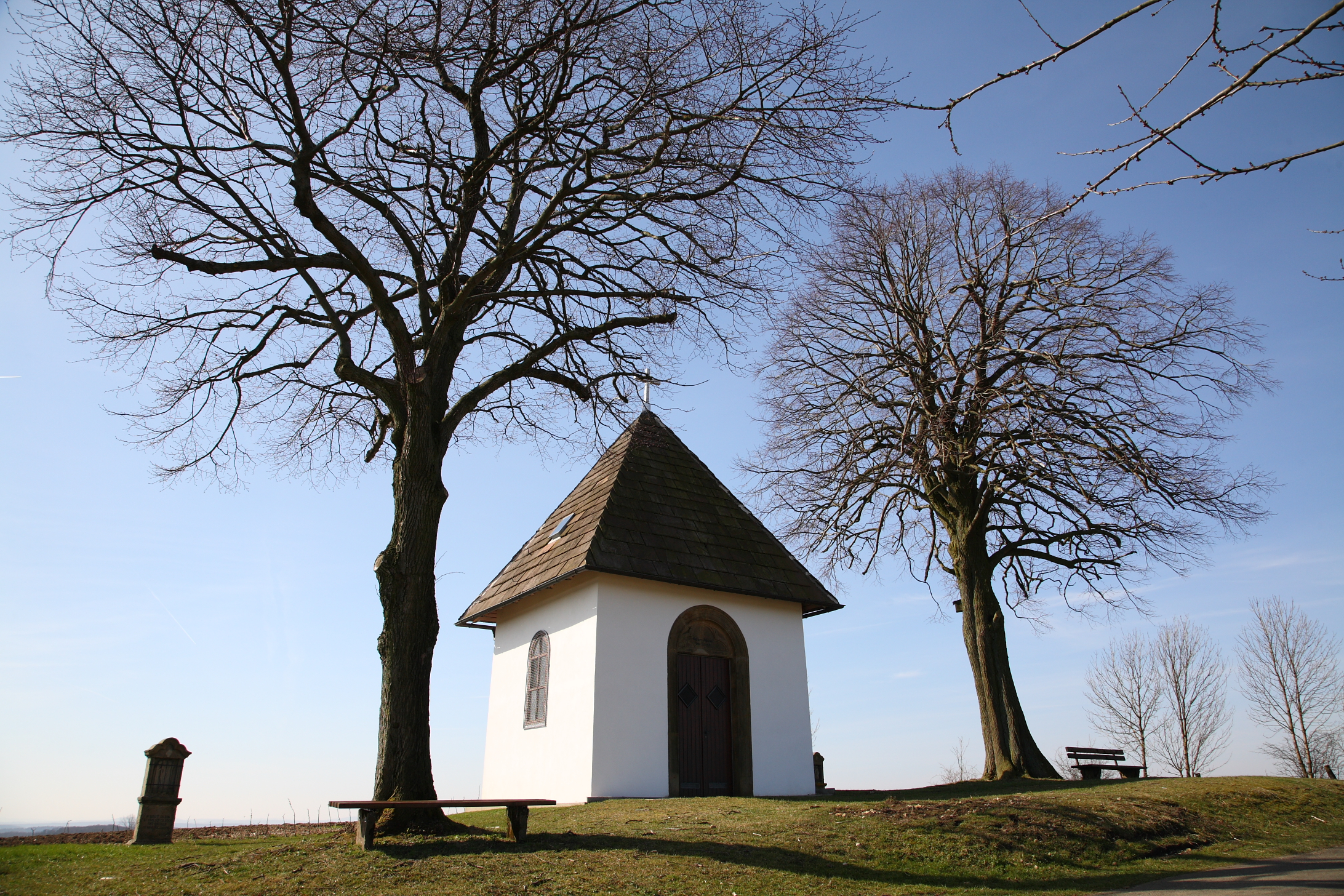
Kluskapelle
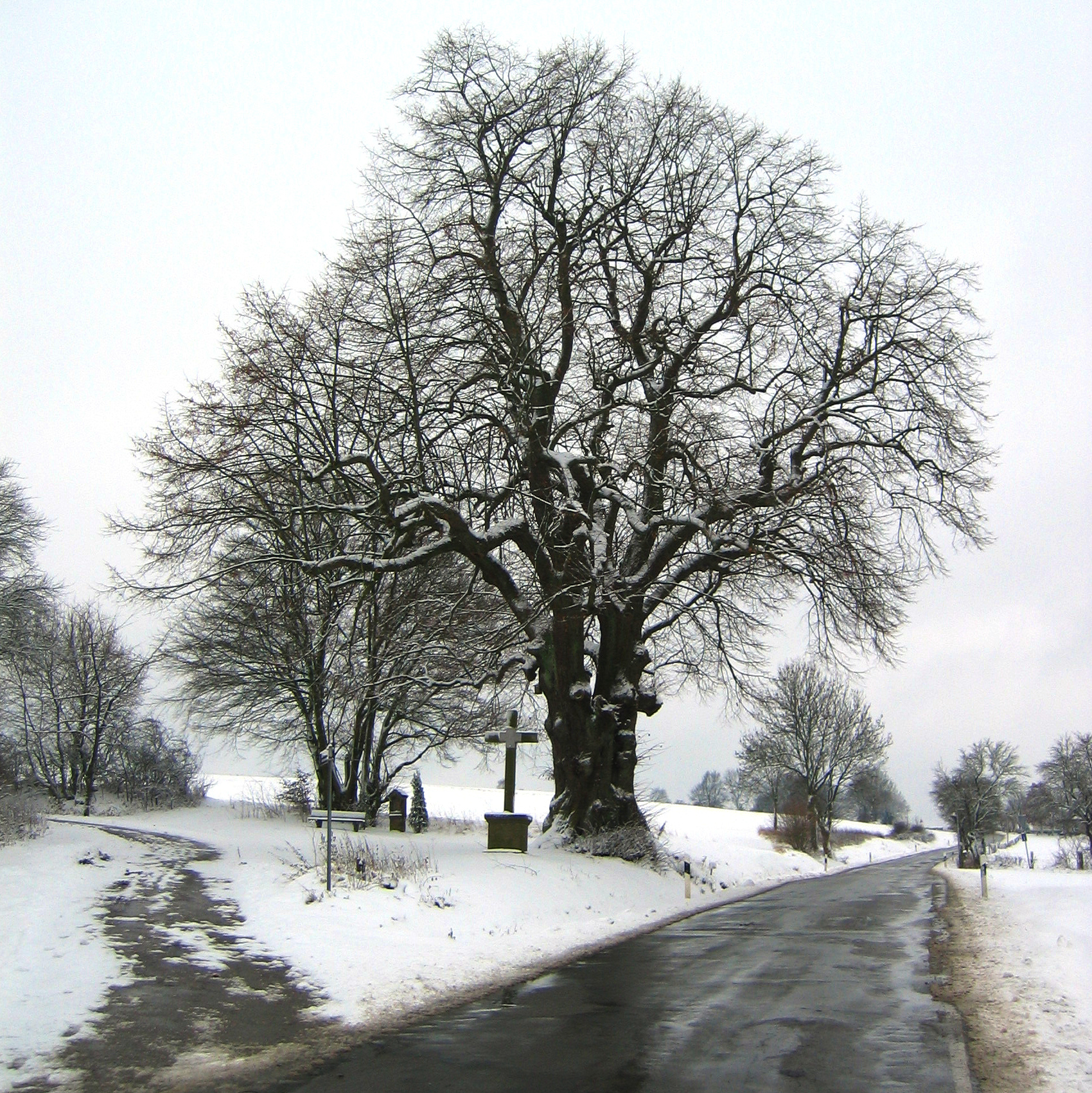
Naturdenkmal „Markuslinde“ in Pömbsen
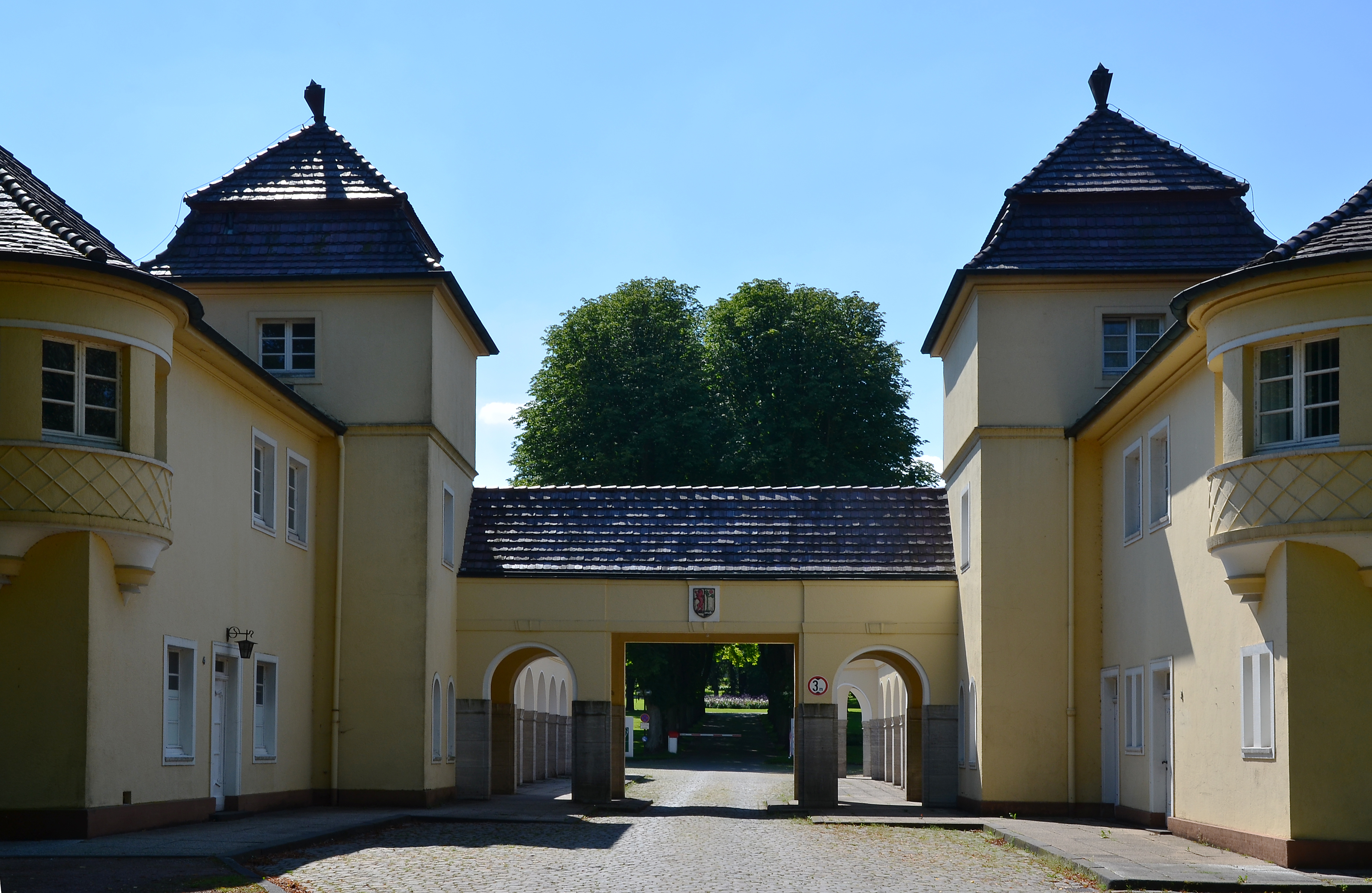
Eingangsportal Park Klinik Bad Hermannsborn